# 藤山浩二
藤山 浩二（ふじやま こうじ、1929年12月18日 - 没年不明）は、長崎県出身の俳優。

## 人物
旧芸名は本名の藤山 浩一。
大映、東映を経てOT企画に所属。
映画では大映の「ガメラシリーズ」や東映の「現代やくざシリーズ」、テレビドラマでは刑事ドラマや時代劇に多数出演。
1983年2月22日、自宅で覚醒剤を使用していたとして横浜水上警察署に逮捕された。同年4月22日横浜地方裁判所は藤山に懲役1年2ヶ月、執行猶予3年の判決を言い渡した。同年以降の出演作は確認されず、その後の消息は不明。

## 出演作品

### 映画
- 女の肌（1957年4月23日、大映） - 分隊長
- 湖水物語（1957年5月28日、大映） - 刑事
- 誘惑からの脱出（1957年7月13日、大映） - 伊佐の乾分
- 九時間の恐怖（1957年8月20日、大映） - 伊東
- 青空娘（1957年10月8日、大映） - 学生風の狂人
- 深夜の定期便（1957年10月22日、大映） - 佐野（運転手）
- 地上（1957年11月22日、大映） - 剣道教授
- 暖流（1957年12月1日、大映） - ディレクター
- 日露戦争勝利の秘史 敵中横断三百里（1957年12月28日、大映） - 馬賊呉
- 大都会の午前三時（1958年1月22日、大映） - 松岡の子分
- 手錠（1958年2月12日、大映） - 須賀
- 氷壁（1958年3月18日、大映） - M大の学生
- 白いジープのパトロール（1958年4月30日、大映） - 銀行強盗
- 猫は知っていた（1958年5月8日、大映） - 山田刑事
- 巨人と玩具（1958年6月22日、大映） - 横山忠夫
- 恋を掏った女（1958年6月22日、大映） - 刑事
- 俺たちは狂ってない（1958年7月22日、大映） - 本間
- 不敵な男（1958年9月7日、大映） - つばめのバーティンダー
- 都会という港（1958年9月21日、大映）
- 消された刑事（1958年10月22日、大映） - 男
- 白昼の侵入者（1958年12月14日、大映） - 電気工夫
- 都会の牙（1959年2月3日、大映） - ジョージ
- たそがれの東京タワー（1959年2月18日、大映） - 茂ちゃん
- あゝ特別攻撃隊（1960年2月10日、大映） - 実戦帰りの中尉
- 明日から大人だ（1960年2月24日、大映） - オートバイの青年
- 街の噂も三十五日（1960年3月16日、大映） - 愚連隊
- 勝利と敗北（1960年4月27日、大映） - 北林
- 襲われた手術室（1960年5月11日、大映） - 塩田
- 素敵な野郎（1960年6月15日、大映） - 松井
- 犯罪6号地（1960年6月22日、大映） - 杉山英次
- 傷ついた野獣（1960年7月24日、大映） - 健
- 轢き逃げ族（1960年10月8日、大映） - 景品買いの男
- 犯行現場（1960年11月9日、大映） - 政
- 弾痕街の友情（1960年11月30日、大映） - 矢田部
- 三兄弟の決闘（1960年12月27日、大映） - 丹波
- 薔薇と竜（1961年2月1日、大映） - 金原の子分
- 三人の顔役（1960年7月1O日、大映） - 村田（トレーナー）
- 五人の突撃隊（1961年4月26日、大映） - 高木兵長
- 東京おにぎり娘（1961年5月24日、大映） - 大工
- 新夫婦読本 窓から見ないで（1961年6月28日、大映） - 泥棒
- 泥だらけの拳銃（1961年7月19日、大映） - 藤岡
- 幼馴染みというだけさ（1961年9月10日、大映） - 清治
- 明日を呼ぶ港（1961年11月19日、大映） - コンドルの安
- 七人のあらくれ（1961年11月29日、大映） - 副長
- 続 悪名（1961年12月17日、大映） - 新世界のカポネ
- ある関係（1962年1月21日、大映） - 田川
- 誘拐（1962年2月4日、大映） - 矢田部刑事
- 黒蜥蜴（1962年3月14日、大映） - 用心棒
- 熱砂の月（1962年4月29日、大映） - 兵士
- 鯨神（1962年7月15日、大映） - シャキの兄
- 真昼の罠（1962年8月19日、大映） - 池内刑事
- 秦・始皇帝（1962年11月1日、大映） - 姚賈
- やくざの勲章（1962年12月26日、大映） - ゲン
- 黒の札束（1963年3月15日、大映） - 渡辺
- 視界ゼロの脱出（1963年6月30日、大映） - 大門
- ぐれん隊純情派（1963年7月27日、大映） - 青年
- 温泉巡査（1963年9月21日、大映） - 若い巡査
- 犯罪作戦NO・1（1963年10月19日、大映） - 山本（赤倉興業）
- 巨人 大隈重信（1963年11月2日、大映） - 後藤象二郎
- 現代インチキ物語 騙し屋（1964年1月19日、大映） - 会社員風の熱血漢
- 犯罪教室（1964年6月20日、大映） - 乃木
- 黒の切り札（1964年7月25日、大映） - 上木
- 外人墓地の決斗（1964年9月5日、大映） - メリケンの秀
- 座頭市シリーズ（大映）
  - 座頭市血笑旅（1964年10月17日） - 島蔵
  - 座頭市二段斬り（1965年4月3日） - 比企作兵衛
  - 座頭市血煙り街道（1967年12月30日） - 五吉
- 乞食大将（1964年11月28日、大映） - 堀五郎左衛門
- 忍びの者 続・霧隠才蔵（1964年12月30日、大映） - 竜飛
- 犬シリーズ（大映）
  - ごろつき犬（1965年1月3日） - 西田
  - 鉄砲犬 （1965年12月24日） - 北城
  - 勝負犬（1967年10月14日） - 小畑栄造
- 兵隊やくざシリーズ（大映）
  - 兵隊やくざ（1965年3月13日） - 白井上等兵
  - 兵隊やくざ 大脱走（1966年11月9日） - 長谷上等兵
  - 兵隊やくざ 俺にまかせろ（1967年2月25日） - 野口兵長
- 夜の勲章（1965年4月17日、大映） - 岩城
- 雲を呼ぶ講道館（1965年5月27日、大映） - 高田太郎
- 復讐の牙（1965年6月25日、大映） - 暗闇の親分
- あゝ零戦（1965年9月4日、大映） - 森上飛曹
- 妻の日の愛のかたみに（1965年10月2日、大映） - 船頭
- 黒い誘惑（1965年10月2日、大映） - 鬼頭啓
- 学生仁義（1965年10月27日、大映） - 殺し屋
- ガメラシリーズ（大映）
  - 大怪獣ガメラ（1965年11月27日） - コンビナート職員（主任）[5]
  - 大怪獣決闘 ガメラ対バルゴン（1966年4月17日） - 小野寺
  - ガメラ対宇宙怪獣バイラス（1968年3月20日） - 自衛隊司令官
  - ガメラ対深海怪獣ジグラ（1971年7月17日） -  トム・ウォレス
- 破れ証文（1966年1月25日、大映） - 守屋
- 復讐の切り札（1966年1月29日、大映） - 核弾頭のビリケン
- 銭のとれる男（1966年2月26日、大映） - 支配人
- 大魔神怒る（1966年8月13日） - 荒井一角
- 殺人者（1966年10月1日、大映） - 鳥山
- ごんたくれ（1966年10月29日、大映） - 売春婦の客
- 女の賭場（1966年11月26日、大映） - 権藤
- 悪魔からの勲章（1967年7月29日、大映） - 日系二世
- 海のGメン 太平洋の用心棒（1967年9月15日、大映） - 池本
- 残侠の盃（1967年12月2日、大映） - 健
- 眠狂四郎女地獄（1968年1月13日、大映） - 浪人
- ジェットF104脱出せよ（1968年3月9日、大映） - 矢代二等空尉
- 燃えつきた地図（1968年6月1日、大映） - 黒眼鏡の男
- 闇を裂く一発（1968年8月10日、大映） - 金田
- ごろつき（1968年10月12日、東映） - 立川
- 女賭博師シリーズ（大映）
  - 女賭博師奥ノ院開帳（1968年11月16日） - 立花竜次
  - 女賭博師丁半旅（1969年8月9日）
  - 女賭博師花の切り札（1969年11月15日） - 宮田
- 極悪坊主 人斬り数え唄（1968年11月30日、東映） - 富樫寅治
- 網走番外地シリーズ（東映）
  - 新 網走番外地（1968年12月28日） - 鶴岡竜三
  - 新網走番外地 嵐呼ぶ知床岬（1971年8月13日） - 吉岡
  - 新網走番外地 嵐呼ぶダンプ仁義（1972年8月12日） - 富岡哲三
- 現代やくざシリーズ（東映）
  - 現代やくざ 与太者の掟（1969年2月1日） - 松永
  - 現代やくざ 血桜三兄弟（1971年11月19日） - 辺見
  - 現代やくざ 人斬り与太（1972年5月6日） - 牢名主
  - 人斬り与太 狂犬三兄弟（1972年10月25日） - 安達三郎
- 昭和残侠伝シリーズ（東映）
  - 昭和残侠伝 唐獅子仁義（1969年3月6日） - 白鞘の辰
  - 昭和残侠伝 人斬り唐獅子（1969年11月28日） - 藤井大助
  - 昭和残侠伝 破れ傘（1972年12月30日） - 津崎又市
- 不良番長（1969年、東映）
  - 不良番長 練鑑ブルース（6月14日） - 古山
  - 不良番長 送り狼（7月31日） - 岩田
  - 不良番長 どぶ鼠作戦（10月15日） - 安田
- あゝ海軍（1969年7月12日、大映）
- 組織暴力 兄弟盃（1969年9月6日、東映） - 菊村
- やくざ非情史 血の盃（1969年10月8日、日活） - 藤倉万作
- あゝ陸軍隼戦闘隊（1969年11月1日、大映） - 歩兵大隊副官
- 日本暴力団 組長と刺客（1969年11月20日、東映） - 滝田
- 現代任侠道 兄弟分（1970年1月20日、東映） - 牛島辰男
- 血染の代紋（1970年1月31日、東映） - 金原
- 任侠興亡史 組長と代貸（1970年2月21日、東映） - 柴田
- 富士山頂（1970年2月28日、日活） - 作業員
- 新兄弟仁義（1970年4月10日、東映） - 取手の五郎
- 捨て身のならず者（1970年5月1日、東映） - ボディガード
- 夜遊びの帝王（1970年7月7日、東映） - 安岡の仔分
- 悪親分対代貸（1970年10月1日、東映） - 安居藤造
- 最後の特攻隊（1970年10月29日、東映） - 菊地中佐
- ずべ公番長 東京流れ者（1970年12月3日、東映） - 森
- やくざ刑事 恐怖の毒ガス（1971年4月16日、東映） - 矢吹
- 暴力団再武装（1971年5月8日、東映） - 中津恭平
- ごろつき無宿（1971年6月25日、東映） - 唐沢組幹部
- 顔役（1971年8月12日、ダイニチ映配）
- ギャング対ギャング 赤と黒のブルース（1972年4月14日、東映） - 藤崎
- 女囚さそりシリーズ（東映）
  - 女囚701号/さそり（1972年8月25日） - 保利
  - 女囚さそり けもの部屋（1973年7月29日） - 山﨑
- やくざと抗争（1972年9月29日、東映） - 占部特高警部補
- 昭和極道史（1972年10月12日、東映）
- 実録安藤組シリーズ（東映）
  - やくざと抗争 実録安藤組（1973年3月3日） - 組員
  - 実録安藤組 襲撃篇（1973年12月1日） - 小山雄二
  - 安藤組外伝 人斬り舎弟（1974年11月1日） - 橋本行雄
  - 安藤昇のわが逃亡とSEXの記録（1976年10月1日） - 代貸
- 桜の代紋（1973年4月21日、東宝） - 楠刑事
- 子連れ狼 (若山富三郎版)（東宝）
  - 子連れ狼 冥府魔道（1973年8月11日） - 堤六郎次郎
  - 子連れ狼 地獄へ行くぞ!大五郎（1974年4月24日） - 富田帯刀
- 海軍横須賀刑務所（1973年11月17日、東映） - 赤松
- 暴力街（1974年4月13日、東映） - 仙川
- 0課の女 赤い手錠（1974年5月21日、東映） - 三島
- 樺太1945年夏 氷雪の門（1974年8月17日、東映洋画）
- 任侠花一輪（1974年10月5日、東映） - 半田徳市
- 女必殺拳 危機一発（1974年12月7日、東映） - 黒木五郎
- 怪猫トルコ風呂（1975年1月29日、東映） - 鳥山
- 仁義の墓場（1975年2月15日、東映） - 売人
- 若い貴族たち 13階段のマキ（1975年3月8日、東映） - 桑田
- ウルフガイ 燃えろ狼男（1975年4月5日、東映） - 青造
- 大脱獄（1975年4月5日、東映） - 看守 ※ノンクレジット
- 新幹線大爆破（1975年7月5日、東映） - 広岡記者
- トラック野郎・爆走一番星（1975年12月27日、東映） - ヤクザ
- 横浜暗黒街 マシンガンの竜（1976年2月28日、東映） - 刑務看守
- 河内のオッサンの唄（1976年11月17日、東映） - バイヤー
- 新宿酔いどれ番地 人斬り鉄（1977年4月8日、東映） - 梅津
- サーキットの狼（1977年8月6日、東映）

### テレビドラマ

#### NHK
- 大河ドラマ / 獅子の時代（1980年） - 官軍兵
- ドラマ人間模様 / 続あ・うん 第4回「実らぬ実」（1980年） - 刑事
- 新春ドラマスペシャル / 男子の本懐（1981年）

#### NTV
- 坊主拳法（1964年）
- 柔（1964年）
- トヨタサスペンス劇場 / ゴールドアイ 第8話「地獄へのパスポート」（1970年）
- 唖侍鬼一法眼（1974年）
  - 第15話「消えた賞金稼ぎ」 - 堀田大蔵
  - 第25話「男と男の約束」 - 鳴海屋仙蔵
- 剣と風と子守唄 第14話「地獄に恋した野郎ども」（1975年）
- 大都会シリーズ
  - 大都会 PARTII 第21話「非常線突破」（1977年）
  - 大都会 PARTIII 第32話「城西市街戦」（1979年）
- 探偵物語 第27話「ダウンタウン・ブルース」（1980年）
- 大激闘マッドポリス'80（1980年）
  - 第3話「狙撃者を撃て」
  - 第14話「ハンター・キラー」
- プロハンター 第18話「夕陽に赤い帆」（1981年）
- 右門捕物帖 第9話「狙われた女金貨」（1983年）

#### TBS
- 土曜日の虎 第19話「黒の試走車 前編」（1966年）
- キイハンター
  - 第119話「殺人免許貸します」（1970年）
  - 第138話「早射ち狙撃銃ワルサーKKM」（1970年）
  - 第155話「殺しの標的は鏡の中の俺」（1971年） - ギャラン警部 ※声は田口計による吹き替え
  - 第159話「腰抜けギャングがい骨争奪戦」（1971年）
  - 第199話「ヨーイ・ドン! 日米ボウリング大作戦」（1972年）
- バーディー大作戦（1975年）
  - 第43話「電話で人を殺す方法」
  - 第53話「ニセ追出刑事 質屋猫ババ殺人事件」
- Gメン'75
  - 第3話「警官殺し!」（1975年） - 北見健治
  - 第12話「漂流死体」（1975年） - アサオカカツジ
  - 第24話「二人組警官ギャング」（1975年） - 潮興業組長
  - 第35話「豚箱の中の刑事」（1976年） - 仲原（天竜組）
  - 第56話「魚の眼の恐怖」（1976年） - 暴力団員
  - 第64話「逃亡刑事」（1976年） - 松岡清一（戸川組大幹部）
  - 第77話「指の無いタクシー運転手」（1976年） - 柿沼三郎（天和銀行ギャング）
- 隠し目付参上（1976年）
  - 第4話「念には念を入れすぎたか」
  - 第18話「オランダ人形は人間仕掛けのカラクリか」
  - 第24話「ザ・カラテ! 姫の肌は紅に染まったか」
- ブラザー劇場 / 刑事くん 第4部 第12話「乾杯はジュースで」（1976年）
- 仮面ライダー (スカイライダー)
  - 第12話「暗闇のサンタクロース あぁ〜変身不可能」（1979年） - 清水浩夫[6]
  - 第20話「2人の仮面ライダー もう1人はだれだ?」（1980年） - 父親（ダンプカー運転手）[7]

#### CX
- 海の非常線（1959年）
  - 海の非常線 岬の家（1960年）
- 刑事 第24、27話（1959年 - 1960年） - 小松刑事
- 東京タワーは知っている
  - 第17話「パイナップル部隊」（1960年）
  - 第26話「花咲く丘」（1961年） - ブロック工場主
- 姿三四郎（1963年）
- 忍者部隊月光 第19・20話「はげたかイ号作戦 - 前・後篇-」（1964年） - ルドルフ隊長
- 江戸巷談 花の日本橋（1971年） 
  - 第11話「丹下左膳と櫛巻きお藤」
  - 第12話「女が惚れた暴れん坊」
- 二人の素浪人 第4話「剣が走った母子峠」（1972年） - 室九兵衛
- 新宿警察 第25話「さよならも言わないで…」（1976年）
- 江戸の激斗 第8話「宿場の対決」（1979年）
- 大捜査線 第3話「蝶は舞った」（1980年）
- 騎馬奉行 第17話「大泥棒赤猫の伊平」（1980年）
- 服部半蔵 影の軍団 第8話「潜入! 大奥の昼と夜」（1980年） - 横川ノ竹文

#### NET
- 荒野の素浪人
  - 第1シリーズ 第49話「追跡 地獄への身代金」（1972年）
  - 第2シリーズ 第18話「仇討ち無惨」（1974年）
- ザ・ボディガード 第18話「吠えろ! 北海の女ドラゴン」（1974年）
- 破れ傘刀舟悪人狩り
  - 第5話「深海の聖女」（1974年） - 疾風の十郎太
  - 第7話「忘却の女」（1974年） - 小野田
  - 第20話「天保御鷹秘録」（1975年）
  - 第40話「仕掛けられた罠」（1975年） - 幸吉
  - 第44話「青春の挽歌」（1975年） - 村上隼人
  - 第58話「裏切りの賭け」（1975年） - 熊
  - 第82話「黄金地獄」（1976年） - 岩常
  - 第94話「十万石の罠」（1976年） - 西山
  - 第108話「暗黒の烙印」（1976年） - 鉄
  - 第115話「十八年目の女」（1976年） - 伊沢主水
  - 第125話「ろくでなし」（1977年） - 天神の利蔵
- 右門捕物帖 第32話「二十一年目の謎」（1974年）
- 非情のライセンス 第2シリーズ
  - 第26話「兇悪の友情」（1975年） - 高松
  - 第46話「兇悪の閃光」（1975年） - 丹野
  - 第79話「兇悪の道しるべ」（1976年） - 赤根
  - 第112話「島原哀歌」（1976年） - 井口刑事
  - 第115話「女一人」（1977年） - 西浜明治
- ザ★ゴリラ7（1975年）
  - 第2話「札束は殺しのラブレター」
  - 第24話「オホーツクから来た男」
- 大非常線 第8話「第三夫人の横顔」（1976年）
- ベルサイユのトラック姐ちゃん 第10話「どうして裸で誘拐するの?」（1976年）
- 破れ奉行 第1話「疾風! 斬り捨て御免!」（1977年） - 源太
- 江戸の牙（1980年）
  - 第16話「慕情 嵐を呼ぶ地獄船」 - 首領
  - 第25話「瓦版 醜聞を追え!」 - 山岡
- ザ・ハングマン（1981年）
  - 第24話「ハレンチ検事は被告席で泣け」
  - 第35話「にせハングマン壊滅作戦」
- 西部警察 PART-II 第28話「涙は俺がふく」（1982年）

#### 12ch
- プレイガール
  - 第4話「青い真珠に手を出すな」（1969年）
  - 第63話「女が全身濡れるとき」（1970年）
  - 第66話「女は濡れ場で強くなる」（1970年）
  - 第80話「女をひと皮むいたとき」（1970年） - 鳥村
  - 第119話「恐怖の来訪者」（1971年） - 岩田
  - 第130話「江戸ッ子恋仁義」（1971年）
  - 第136話「華やかな牡さばき」（1971年） - 黒住
  - 第146話「女の武器は熱い肌」（1972年） - 金井
  - 第179話「恋は華麗な殺し屋」（1972年） - 羽村
  - 第196話「初笑い 風俗取締り巡査」（1973年） - 堀川
  - 第214話「ライフルよ 乳房を狙え!」（1973年） -望月
  - 第220話「真夜中の腕くらべ」（1973年） - 国分
  - 第250話「深海の裸女の群れ」（1974年）※ノンクレジット
  - 第253話「女は裸で腕くらべ」（1974年） - グレート小野寺
  - 第256話「大雪原のはだか地獄」（1974年） - 黒川
  - 第274話「悩殺という女の殺し方」（1974年） - 南
  - 第287話「男見るべからず プレイガール最後の決闘」（1974年） - ジョウ
  - プレイガールQ
  - 第37話「女が裸で挑むとき」（1975年） - 岩野
  - 第41話「東京エマニエル夫人」（1975年） - 友情出演※ノンクレジット
  - 第52話「可愛い裸を狙い撃ち!!」（1975年） - 大道寺
  - 第64話「女の勝負は裸で迫る」（1976年） - 尾高
- 大江戸捜査網 第3シリーズ
  - 第26話「さらば珊次郎!」（1974年）
  - 第45話「消えた死美人」（1974年）
  - 第74話「殺し屋への挑戦状」（1975年）
  - 第84話「怪盗お役者変化」（1975年）
  - 第95話「傷だらけの復讐」（1975年）
  - 第111話「呪いの美人画」（1975年）
  - 第122話「怒りの虚無僧狩り」（1976年）
  - 第144話「緋牡丹に賭けた恋」（1976年）
  - 第160話「囚人強奪の謎」（1976年）
  - 第177話「雨の朝江戸に死す」（1977年）
  - 第187話「いのち笛を吹く殺し屋」（1977年）
  - 第198話「雲仙に響く銃声!」（1977年）
  - 第277話「命を賭けた哀しき女賊」（1979年）
  - 第291話「連発銃が呼ぶ母の面影」（1979年）
  - 第432話「幻の魔弓 激情に燃える女」（1982年）
  - 第443話「大乱戦 獲物を狙う小悪魔」（1982年）
- 快傑ズバット 第14話「白羽の矢 涙の別れ」（1977年） - 赤耳
- ザ・スーパーガール 第18話「集団売春 地獄の密猟ルート」（1979年）
- ミラクルガール 第5話「包囲線のメロディー」（1980年）